# Tomás Antônio Maciel Monteiro
Tomás Antônio Maciel Monteiro, 1.º barão de Itamaracá, (Pernambuco — Recife, 24 de novembro de 1847) foi um magistrado e político brasileiro.
Filho de Antônio Francisco Monteiro e Joana Ferreira Maciel Gouvim, formou-se na Faculdade de Direito do Recife. Casou-se com Ana Augusta Tavares Osório Maciel da Costa, filha do marquês de Queluz. Era tio de Antônio Peregrino Maciel Monteiro, 2.º barão de Itamaracá.
Foi deputado geral e depois vice-presidente da província de Pernambuco, nomeado por carta imperial de 9 de abril de 1839, de ? até 3 de novembro de 1840.
Foi tenente-coronel da Guarda Nacional e nomeado ministro do Supremo Tribunal de Justiça em 1842.
Agraciado com a comenda da Imperial Ordem de Cristo.